# Championnats du monde de lutte 2017
Navigation
Édition précédente Édition suivante
Les championnats du monde de lutte 2017 ont lieu du 21 au 26 août 2017 à Paris, en France.
Les championnats du monde de lutte sont un ensemble de compétitions internationales organisés par la Fédération internationale des luttes associées. Ils comprennent depuis leur création en 1904 une compétition de lutte gréco-romaine à laquelle s'est ajoutée en 1951 une compétition de lutte libre masculine puis en 1987 une compétition de lutte féminine. Ces championnats se déroulent actuellement tous les ans sauf les années olympiques.

## Désignation du pays organisateur
Le 7 septembre 2014, le congrès de la FILA (Fédération Internationale des Luttes Associées) a déterminé quel pays organisera les championnats du Monde en 2017. Paris l'emporte et la capitale succédera à Créteil, dernier organisateur français en 2003.
Christophe Guénot aussi a soutenu cette candidature, au côté de Lise Legrand, intronisée au Hall of Fame FILA. Avec ce succès, Paris est la troisième ville française à accueillir des championnats du monde après Créteil (2003), et Clermont-Ferrand (1987).

## Lieu de la compétition

Le POPB en 2008

Les championnats du monde de 2017 se tiennent du 21 au 26 août 2017, dans la ville de Paris à l'AccorHotels Arena, nouveau nom du Palais Omnisports de Paris-Bercy, inauguré le 14 octobre 2015 après des travaux de rénovation.

## Résultats

### Lutte libre hommes
| Épreuves | Or                  | Argent                 | Bronze                   |
| -------- | ------------------- | ---------------------- | ------------------------ |
| 57 kg    | Yūki Takahashi      | Thomas Gilman          | Andriy Yatsenko          |
| 57 kg    | Yūki Takahashi      | Thomas Gilman          | Erdenebatyn Bekhbayar    |
| 61 kg    | Hacı Əliyev         | Gadzhimurad Rashidov   | Vladimer Khinchegashvili |
| 61 kg    | Hacı Əliyev         | Gadzhimurad Rashidov   | Yowlys Bonne             |
| 65 kg    | Zurabi Iakobishvili | Magomiedmurad Gadżyjew | Alan Gogaïev             |
| 65 kg    | Zurabi Iakobishvili | Magomiedmurad Gadżyjew | Alejandro Valdés         |
| 70 kg    | Frank Chamizo       | James Green            | Yuhi Fujinami            |
| 70 kg    | Frank Chamizo       | James Green            | Akzhurek Tanatarov       |
| 74 kg    | Jordan Burroughs    | Khetag Tsabolov        | Soner Demirtaş           |
| 74 kg    | Jordan Burroughs    | Khetag Tsabolov        | Ali Shabanau             |
| 86 kg    | Hassan Yazdani      | Boris Makojev          | Vladislav Valiev         |
| 86 kg    | Hassan Yazdani      | Boris Makojev          | J'den Cox                |
| 97 kg    | Kyle Snyder         | Abdulrashid Sadulaev   | Aslanbek Alborov         |
| 97 kg    | Kyle Snyder         | Abdulrashid Sadulaev   | Georgy Ketoyev           |
| 125 kg   | Geno Petriashvili   | Taha Akgül             | Nick Gwiazdowski         |
| 125 kg   | Geno Petriashvili   | Taha Akgül             | Levan Berianidze         |

### Lutte gréco-romaine hommes
| Épreuves | Or                | Argent                             | Bronze              |
| -------- | ----------------- | ---------------------------------- | ------------------- |
| 59 kg    | Ken'ichirō Fumita | Mirambek Ainagulov                 | Stepan Maryanyan    |
| 59 kg    | Ken'ichirō Fumita | Mirambek Ainagulov                 | Kim Seung-hak       |
| 66 kg    | Ryu Han-su        | Mateusz Bernatek                   | Artem Surkov        |
| 66 kg    | Ryu Han-su        | Mateusz Bernatek                   | Atakan Yüksel       |
| 71 kg    | Frank Stäbler     | Demeu Zhadrayev                    | Mohammad Ali Geraei |
| 71 kg    | Frank Stäbler     | Demeu Zhadrayev                    | Bálint Korpási      |
| 75 kg    | Viktor Nemeš      | Tamás Lőrincz Aleksandr Chekhirkin | Saeid Abdevali      |
| 75 kg    | Viktor Nemeš      | Tamás Lőrincz Aleksandr Chekhirkin | Fatih Cengiz        |
| 80 kg    | Maksim Manukyan   | Radzik Kuliyeu                     | Pascal Eisele       |
| 80 kg    | Maksim Manukyan   | Radzik Kuliyeu                     | Elvin Mursaliyev    |
| 85 kg    | Metehan Başar     | Denis Kudla                        | Hossein Nouri       |
| 85 kg    | Metehan Başar     | Denis Kudla                        | Robert Kobliashvili |
| 98 kg    | Artur Aleksanyan  | Musa Evloev                        | Revaz Nadareishvili |
| 98 kg    | Artur Aleksanyan  | Musa Evloev                        | Balázs Kiss         |
| 130 kg   | Rıza Kayaalp      | Heiki Nabi                         | Óscar Pino          |
| 130 kg   | Rıza Kayaalp      | Heiki Nabi                         | Yasmani Acosta      |

### Lutte libre femmes
| Épreuves | Or                   | Argent                  | Bronze                 |
| -------- | -------------------- | ----------------------- | ---------------------- |
| 48 kg    | Yui Susaki           | Alina Vuc               | Kim Son-hyang          |
| 48 kg    | Yui Susaki           | Alina Vuc               | Evin Demirhan          |
| 53 kg    | Vanesa Kaladzinskaya | Mayu Mukaida            | María Prevolaráki      |
| 53 kg    | Vanesa Kaladzinskaya | Mayu Mukaida            | Roksana Zasina         |
| 55 kg    | Haruna Okuno         | Odunayo Adekuoroye      | Iryna Kurachkina       |
| 55 kg    | Haruna Okuno         | Odunayo Adekuoroye      | Becka Anne Leathers    |
| 58 kg    | Helen Maroulis       | Marwa Amri              | Aisuluu Tynybekova     |
| 58 kg    | Helen Maroulis       | Marwa Amri              | Michelle Fazzari       |
| 60 kg    | Risako Kawai         | Allison Mackenzie Ragan | Anastasija Grigorjeva  |
| 60 kg    | Risako Kawai         | Allison Mackenzie Ragan | Malin Johanna Mattsson |
| 63 kg    | Pürevdorjiin Orkhon  | Yuliya Tkach            | Jackeline Rentería     |
| 63 kg    | Pürevdorjiin Orkhon  | Yuliya Tkach            | Valeria Lazinskaya     |
| 69 kg    | Sara Doshō           | Aline Focken            | Yue Han                |
| 69 kg    | Sara Doshō           | Aline Focken            | Koumba Larroque        |
| 75 kg    | Yasemin Adar         | Vasilisa Marzaliuk      | Justina Di Stasio      |
| 75 kg    | Yasemin Adar         | Vasilisa Marzaliuk      | Hiroe Suzuki           |

## Tableau des médailles
| Rang  | Nation        | Or | Argent | Bronze | Total |
| ----- | ------------- | -- | ------ | ------ | ----- |
| 1     | Japon         | 6  | 1      | 2      | 9     |
| 2     | États-Unis    | 3  | 3      | 3      | 9     |
| 3     | Turquie       | 3  | 1      | 3      | 7     |
| 4     | Géorgie       | 2  | 0      | 3      | 5     |
| 5     | Arménie       | 2  | 0      | 2      | 4     |
| 6     | Biélorussie   | 1  | 2      | 2      | 5     |
| 7     | Allemagne     | 1  | 2      | 1      | 4     |
| 8     | Iran          | 1  | 0      | 3      | 4     |
| 9     | Azerbaïdjan   | 1  | 0      | 2      | 3     |
| 10    | Mongolie      | 1  | 0      | 1      | 2     |
| 10    | Corée du Sud  | 1  | 0      | 1      | 2     |
| 12    | Italie        | 1  | 0      | 0      | 1     |
| 12    | Serbie        | 1  | 0      | 0      | 1     |
| 14    | Russie        | 0  | 5      | 5      | 10    |
| 15    | Kazakhstan    | 0  | 2      | 1      | 3     |
| 15    | Pologne       | 0  | 2      | 1      | 3     |
| 17    | Ukraine       | 0  | 1      | 1      | 2     |
| 18    | Estonie       | 0  | 1      | 0      | 1     |
| 18    | Nigeria       | 0  | 1      | 0      | 1     |
| 18    | Roumanie      | 0  | 1      | 0      | 1     |
| 18    | Slovaquie     | 0  | 1      | 0      | 1     |
| 18    | Tunisie       | 0  | 1      | 0      | 1     |
| 23    | Cuba          | 0  | 0      | 3      | 3     |
| 23    | Hongrie       | 0  | 0      | 3      | 3     |
| 25    | Canada        | 0  | 0      | 2      | 2     |
| 26    | Chili         | 0  | 0      | 1      | 1     |
| 26    | Chine         | 0  | 0      | 1      | 1     |
| 26    | Colombie      | 0  | 0      | 1      | 1     |
| 26    | France        | 0  | 0      | 1      | 1     |
| 26    | Grèce         | 0  | 0      | 1      | 1     |
| 26    | Kirghizistan  | 0  | 0      | 1      | 1     |
| 26    | Lettonie      | 0  | 0      | 1      | 1     |
| 26    | Corée du Nord | 0  | 0      | 1      | 1     |
| 26    | Suède         | 0  | 0      | 1      | 1     |
| Total | Total         | 24 | 24     | 48     | 96    |